# Hückeswagen
Hückeswagen est une ville de l'arrondissement du Haut-Berg au sein du district de Cologne, dans le Land de Rhénanie-du-Nord-Westphalie, en Allemagne. Elle est réputée pour son centre historique aux maisons en pierre de schiste.

## Géographie
La ville est située sur la Wupper, dans le pays de Berg faisant partie de la région de Rhénanie, à environ 40 kilomètres au nord-est de Cologne. Sa population est d'environ 15 800 habitants (2010).

## Histoire
| Appartenances historiques Comté de Berg 1260-1380 Duché de Berg 1380-1806 Grand-duché de Berg 1806-1813 Royaume de Prusse (Province de Juliers-Clèves-Berg) 1816-1822 Royaume de Prusse (Province de Rhénanie) 1822-1918 République de Weimar 1918-1933 Reich allemand 1933-1945 Allemagne occupée 1945-1949 Allemagne 1949-présent |

## Jumelage
Hückeswagen est jumelée à la commune française d'Étaples depuis 1972.

## Personnalités
- Moritz Rittinghausen (1814–1890), journaliste, essayiste et homme politique ;
- Ewald Gnau (1853–1943), botaniste ;
- Heide Rosendahl (née en 1947), championne olympique du saut en longueur ;
- Jörg Guido Hülsmann (né en 1966), économiste.